# Малінувка-Велика
Малінувка-Велика (пол. Malinówka Wielka, нім. Groß Malinowken) — село в Польщі, у гміні Елк Елцького повіту Вармінсько-Мазурського воєводства.
Населення — 71 особа (2011).
У 1975-1998 роках село належало до Сувальського воєводства.

## Демографія
Демографічна структура станом на 31 березня 2011 року:
|          | Загалом | Допрацездатний вік | Працездатний вік | Постпрацездатний вік |
| -------- | ------- | ------------------ | ---------------- | -------------------- |
| Чоловіки | 34      | 6                  | 22               | 6                    |
| Жінки    | 37      | 5                  | 21               | 11                   |
| Разом    | 71      | 11                 | 43               | 17                   |